# 17世紀頃に設立されたヨーロッパの勅許会社
16世紀、貿易商とヨーロッパ諸国は商社を設立しはじめたが、それが目立つようになったのは17世紀で、特にフランスでは交易植民会社があらゆる方向への拡大を求めた。16世紀、植民地との交易の大部分は「まっとうな」貿易によって行われていた。つまり、ヨーロッパと植民地の間の直接取引で、船は植民地での販売を目的とした商品を積んで出発し、植民地の製品を持ち帰った。各国は、商社を設立することでこの貿易を組織化した。
コルベールは、フランス国内の余剰資本の投資先が年払い債権（Rentes constituées）に偏る状況を是正したかったので、これらの会社を後援した。

## 会社のリスト
| 会社名                                                                                           | 設立された国または都市                   | 設立年 | 創設者                                                            |
| ------------------------------------------------------------------------------------------------ | ---------------------------------------- | ------ | ----------------------------------------------------------------- |
| モスクワ会社                                                                                     | イングランド王国                         | 1555年 | 女王メアリー1世                                                   |
| バーバリー会社                                                                                   | イングランド王国                         | 1585年 | 女王エリザベス1世                                                 |
| レバント会社 Levant Company                                                                      | イングランド王国                         | 1592年 | 女王エリザベス1世                                                 |
| 遠方会社 Compagnie van Verre                                                                     | ネーデルラント連邦共和国のアムステルダム | 1594年 | アムステルダムの9人の市民                                         |
| ムーシュロン会社 Compagnie van De Moucheron                                                      | ネーデルラント連邦共和国のアムステルダム | 1597年 | Balthazar de Moucheron                                            |
| ブラバント会社 Brabantsche Compagnie                                                             | ネーデルラント連邦共和国のアムステルダム | 1600年 | Isaac Le Maire                                                    |
| イギリス東インド会社 (EIC)                                                                       | イングランド王国                         | 1600年 | 女王エリザベス1世                                                 |
| フランス東海会社 Compagnie française des mers orientales                                         | フランス王国                             | 1601年 | ラヴァル、ヴィトレ、サン・マロ、3都市の商人                       |
| オランダ東インド会社 (VOC)                                                                       | ネーデルラント連邦共和国                 | 1602年 | ネーデルラント連邦共和国                                          |
| バージニア会社                                                                                   | イングランド王国                         | 1606年 | 国王ジェームズ1世                                                 |
| オーストラリア会社 Australische Compagnie                                                        | ネーデルラント連邦共和国                 | 1615年 | Isaac Le MaireとWillem Schouten                                   |
| デンマーク東インド会社                                                                           | デンマーク＝ノルウェー                   | 1616年 | 国王クリスチャン4世                                               |
| ロンドンギニア会社 Guinea Company                                                                | イングランド王国                         | 1618年 | 1625年にニコラス・クリスプ （Nicholas Crisp）が経営参加           |
| ベニン会社 Biemba Company                                                                        | イングランド王国                         | 1618年 | ニコラス・クリスプ                                                |
| オランダ西インド会社 (WIC)                                                                       | ネーデルラント連邦共和国                 | 1621年 | ネーデルラント連邦共和国                                          |
| スウェーデン南方会社                                                                             | スウェーデン王国                         | 1626年 | Willem Usselincx                                                  |
| サン・クリストフ会社 Compagnie de Saint-Christophe                                               | フランス王国                             | 1626年 | リシュリュー                                                      |
| ノルマンディー会社 Compagnie normande                                                            | フランス王国                             | 1626年 | リシュリュー                                                      |
| ヌーベルフランス会社 Compagnie de la Nouvelle-France (別名、百人会社Compagnie des cent-associés) | フランス王国                             | 1627年 | リシュリュー                                                      |
| ルーアン会社 Compagnie de Rouen                                                                  | フランス王国                             | 1633年 | シャルル・ポンセ・ド・ブレティニー （Charles Poncet de Brétigny） |
| アメリカ諸島会社 Compagnie des îles d'Amérique サン・クリストフ会社の後継会社。                  | フランス王国                             | 1635年 |                                                                   |
| スウェーデンアフリカ会社 Afrikanska_kompaniet                                                    | スウェーデン王国                         | 1647年 | Louis De Geer                                                     |
| 北方タール交易会社 Norrländska tjärhandelskompaniet                                              | スウェーデン王国                         | 1648年 | Johan Lilliecrantz                                                |
| デンマーク東西インド会社 Compagnie danoise des Indes occidentales et orientales                  | デンマーク＝ノルウェー                   | 1657年 |                                                                   |
| カーボベルデ・セネガル会社 Compagnie du Cap-Vert et du Sénégal                                   | フランス王国                             | 1658年 | マザラン                                                          |
| フランス中国会社 Compagnie de Chine                                                              | フランス王国                             | 1660年 | マザラン                                                          |
| 王立アフリカ冒険商人会社 Company of Royal Adventurer Trading to Africa                           | イングランド王国                         | 1661年 | 国王チャールズ2世 (イングランド王)                                |
| フランス赤道会社 Compagnie de la France équinoxiale                                              | フランス王国                             | 1663年 | コルベール                                                        |
| フランス東インド会社                                                                             | フランス王国                             | 1664年 | コルベール                                                        |
| フランス西インド会社                                                                             | フランス王国                             | 1664年 | コルベール                                                        |
| フランスレバント会社 Compagnie du Levant 後の地中海会社（Compagnie de la Méditerranée） (1685年) | フランス王国                             | 1670年 | コルベール                                                        |
| 北方会社 Compagnie du Nord                                                                       | フランス王国                             | 1670年 | コルベール                                                        |
| ハドソン湾会社                                                                                   | イングランド王国                         | 1670年 | チャールズ2世 (イングランド王)                                    |
| デンマーク西インド会社                                                                           | デンマーク＝ノルウェー                   | 1671年 |                                                                   |
| 王立アフリカ会社                                                                                 | イングランド王国                         | 1672年 | ヨーク公ジェームズ （国王チャールズ2世の弟）                      |
| セネガル会社 Compagnie du Sénégal                                                                | フランス王国                             | 1673年 | 国王ルイ14世 (フランス王)とJean-Baptiste Du Casse                 |
| フランクフルト会社 Frankfurter Gesellschaft                                                      | 神聖ローマ帝国                           | 1680年 | フランクフルト・アム・マインのメノナイト                          |
| 北方湾会社 Compagnie de la Baie du Nord                                                          | フランス王国                             | 1682年 | ルイ14世                                                          |
| フランスギニア会社 Compagnie de Guinée                                                           | フランス王国                             | 1685年 | ルイ14世                                                          |
| ダリエン計画 Darien scheme Rendez-vous de l'île d'Or                                             | スコットランド王国                       | 1695年 | スコットランド議会                                                |
| サン＝ドマング会社 Compagnie de Saint-Domingue                                                   | フランス王国                             | 1698年 | ルイ14世                                                          |
| アシエント会社 Compagnie de l'Asiento                                                            | フランス王国                             | 1701年 | ルイ14世                                                          |
| 南海会社                                                                                         | グレートブリテン王国                     | 1711年 | ロバート・ハーレー                                                |
| ルイジアナ会社 Compagnie de la Louisiane                                                         | フランス王国                             | 1712年 | Antoine Crozat                                                    |
| 西方会社 Compagnie d'Occident                                                                    | フランス王国                             | 1717年 | ジョン・ロー                                                      |
| ミシシッピ会社                                                                                   | フランス王国                             | 1717年 | ジョン・ロー                                                      |
| オーステンデ会社 Oostendse Compagnie                                                             | 神聖ローマ帝国                           | 1719年 | 皇帝カール6世                                                     |
| フランス王立アフリカ会社 Compagnie royale d'Afrique                                              | フランス王国                             | 1741年 | ルイ15世                                                          |
| アンゴラ協会 Société d’Angola                                                                    | フランス王国                             | 1748年 | Antoine Walsh                                                     |
| グルー＝ミシェル Société Grou et Michel                                                          | フランス王国                             | 1748年 | ギョーム・グルー（Guillaume Grou）を含むナントの奴隷商人          |